# Прошковиці
Прошковиці (пол. Proszkowice) — село в Польщі, у гміні Меткув Вроцлавського повіту Нижньосілезького воєводства.
Населення — 256 осіб (2011).
У 1975-1998 роках село належало до Вроцлавського воєводства.

## Демографія
Демографічна структура станом на 31 березня 2011 року:
|          | Загалом | Допрацездатний вік | Працездатний вік | Постпрацездатний вік |
| -------- | ------- | ------------------ | ---------------- | -------------------- |
| Чоловіки | 133     | 31                 | 93               | 9                    |
| Жінки    | 123     | 16                 | 79               | 28                   |
| Разом    | 256     | 47                 | 172              | 37                   |